# Ursinia
Ursinia är ett släkte av korgblommiga växter. Ursinia ingår i familjen korgblommiga växter.

## Bildgalleri

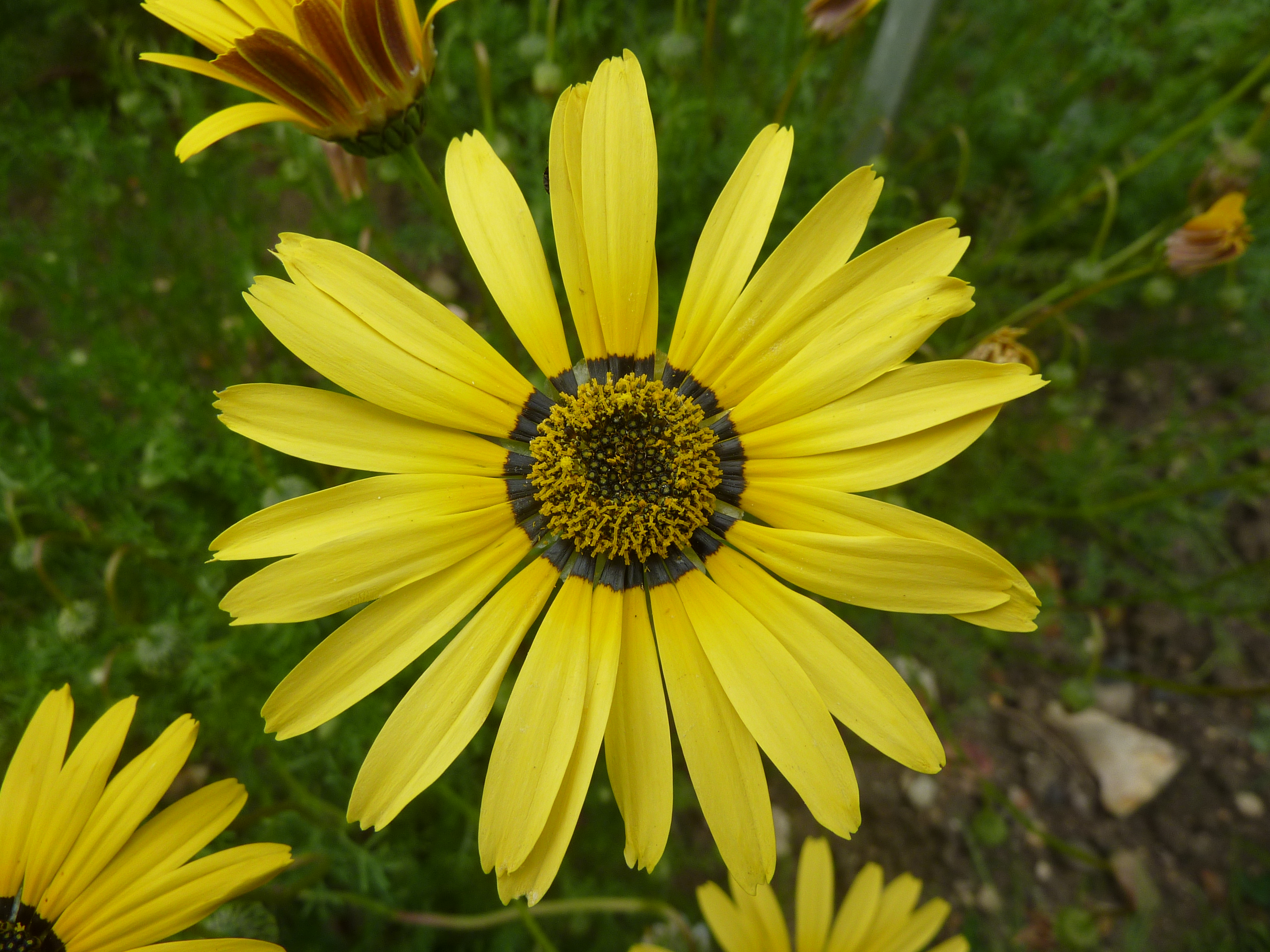

## Dottertaxa tillUrsinia, i alfabetisk ordning[1]
- Ursinia abrotanifolia
- Ursinia alpina
- Ursinia anethoides
- Ursinia anthemoides
- Ursinia brachyloba
- Ursinia cakilefolia
- Ursinia caledonica
- Ursinia calenduliflora
- Ursinia chrysanthemoides
- Ursinia coronopifolia
- Ursinia dentata
- Ursinia discolor
- Ursinia dregeana
- Ursinia eckloniana
- Ursinia filipes
- Ursinia foeniculacea
- Ursinia frutescens
- Ursinia heterodonta
- Ursinia hispida
- Ursinia macropoda
- Ursinia merxmuelleri
- Ursinia montana
- Ursinia nana
- Ursinia nudicaulis
- Ursinia odorata
- Ursinia oreogena
- Ursinia paleacea
- Ursinia paradoxa
- Ursinia pilifera
- Ursinia pinnata
- Ursinia punctata
- Ursinia pygmaea
- Ursinia quinquepartita
- Ursinia rigidula
- Ursinia saxatilis
- Ursinia scariosa
- Ursinia sericea
- Ursinia serrata
- Ursinia speciosa
- Ursinia subflosculosa
- Ursinia tenuifolia
- Ursinia tenuiloba
- Ursinia trifida